# Sophronica delamarei
Sophronica delamarei är en skalbaggsart som beskrevs av Pierre Lepesme och Stefan von Breuning 1951. Sophronica delamarei ingår i släktet Sophronica och familjen långhorningar. Inga underarter finns listade i Catalogue of Life.